# Meliola euodiae
Meliola euodiae är en svampart som beskrevs av Pat. 1888. Meliola euodiae ingår i släktet Meliola och familjen Meliolaceae.   Inga underarter finns listade i Catalogue of Life.